# Tricyphona (Tricyphona) orophila orophila
Tricyphona (Tricyphona) orophila orophila is een ondersoort van de tweevleugelige Tricyphona (Tricyphona) orophila uit de familie Pediciidae. De ondersoort komt voor in het Oriëntaals gebied.